# Råby-Rekarne distrikt
Råby-Rekarne distrikt är ett distrikt i Eskilstuna kommun och Södermanlands län. 
Distriktet ligger väster om Eskilstuna. 

## Tidigare administrativ tillhörighet
Distriktet inrättades 2016 och utgörs av socknen Råby-Rekarne i Eskilstuna kommun
Området motsvarar den omfattning Råby-Rekarne församling hade vid årsskiftet 1999/2000.